# لوثر برايس
لوثر برايس (بالإنجليزية: Luther Price)‏ هو صانع أفلام أمريكي، ولد في 1962.

## روابط خارجية
- لوثر برايس على موقع IMDb (الإنجليزية)
- لوثر برايس على موقع قاعدة بيانات الفيلم (الإنجليزية)